# Società Sportiva Formia Calcio
La Società Sportiva Formia Calcio, meglio nota come Formia, è una società calcistica italiana con sede nella città di Formia (LT). Nella stagione 2024-2025 milita nel campionato di Prima Categoria Lazio.
Dopo aver giocato sin dal 1948 presso lo stadio comunale "Nicola Perrone" di Formia (5000 posti), a partire dalla stagione 2015-2016 la casa del Formia è diventata il nuovo campo comunale di Maranola (frazione di Formia), poi intitolato a Washington Parisio.

## Storia

### Le origini
Il Formia Calcio fu fondata nel 1905, con la denominazione di Pro Formia, e può dunque essere considerata tra le squadre più longeve dell'odierna regione Lazio. I suoi soci fondatori furono alcuni commercianti (Luigi Esposito, Giovanni Di Maio, Luigi Scarpellino). A dirigere il sodalizio biancoazzurro furono, per decenni, piccoli e medi imprenditori che hanno avuto sempre a che fare direttamente con Formia: Adolfo ed Antonio Marciano, Giovanni Fabiani, Pasquale e Custodino Di Russo, Gennaro Capolino, Giuseppe Di Nardo, Vittorio Marciano, Ernesto ed Adolfo Recco, Salvatore Valeriano ed altri.
Fino al 1927 Formia era ricompresa nella provincia di Terra di Lavoro con capoluogo Caserta e per tale motivo il Pro Formia era affiliato al comitato regionale campano della FIGC. Nella stagione 1923-1924 l'Unione Sportiva Pro Formia disputò il campionato campano di Seconda Divisione, vincendo il girone casertano (battendo nell'ordine Fondana e Virtus di Sessa Aurunca) ma perdendo per 1-0 la semifinale contro la Nocerina. A causa della riduzione dei quadri del torneo campano di Seconda Divisione, il Pro Formia fu costretto a ripartire dalla Terza Divisione. Nella stagione 1924-1925 il Pro Formia vinse il girone casertano di Terza Divisione ma rinunciò alle finali da disputare contro la Puteolana perdendole a tavolino. Il Pro Formia fu comunque ammesso alla Seconda Divisione Campana per la stagione 1925-1926. Nella stagione 1925-1926 la compagine di Capolino si classificò al sesto e al penultimo posto, davanti soltanto al Vomero, ma non si iscrisse al campionato successivo, venendo radiata nel 1928, come attesta un comunicato del Direttorio Regionale Campano. Per volere del podestà di Formia Felice Tonetti, il Pro Formia si fuse con la S.S. Principe Umberto, costituendo l'A.S. Formiana, che però si dedicò prevalentemente ad altri sport. Nel 1930 non vi era una società calcistica a Formia, anche perché, per la circolare Turati, le squadre di calcio del dopolavoro furono convertite in squadre di volata. Nel 1931 si costituì l'A.C. Formia (anche riportato come S.S. Formia) che si affiliò al Direttorio Regionale Laziale della FIGC e disputò, nelle stagioni 1931-1932 e 1932-1933, il campionato laziale di Seconda Divisione, prima che della squadra se ne perdano le tracce fino alla sospensione bellica. Sembra che fu la lontananza del campo di Acquatraversa dal centro abitato a contribuire alla mancata iscrizione ai campionati successivi.
Dopo gli eventi bellici l'attività sportiva riprese nel 1948, con la partecipazione al campionato di Prima Divisione Regionale; il terreno di gioco diventò il San Pietro, realizzato su un terreno acquistato da otto sportivi formiani: Custodino Di Russo, Enzo Bartolomeo, Pasquale Gallinaro, Gennaro Ruosi, Adolfo Marciano, Giovanni Fabiani, Antonio Marciano e Tonino Aprea. Successivamente, nel 1950, il complesso venne donato al Comune di Formia.
In quella stagione vinse il campionato di Promozione con la partecipazione di squadre sarde (Carbonia, Monteponi, Montevecchio, La Maddalena): tale campionato venne concluso al primo posto in parità con il Colleferro e si rese necessario disputare uno spareggio sul campo neutro dell'Appio Casilino di Roma. L'incontro terminò con un pareggio dopo i tempi supplementari e quindi si rese necessaria una nuova gara che fu però sospesa per incidenti; al Formia fu infine fatale il terzo spareggio sul neutro di Arezzo, che vide vincere il Colleferro per due reti a zero.

### Anni '60
Cambiata temporaneamente alla fine degli anni sessanta la denominazione sociale in Formia Club, la società di Via Condotto alternò diverse stagioni tra i campionati di Serie D e di Promozione.
Nel 1963-1964 il Formia perse 3-1 lo spareggio con il Rieti per il passaggio in IV serie, passaggio che fu però conquistato sotto la guida di Giacomo De Caprio nella stagione 1966-1967 in cui la squadra si era classificata seconda dietro la Romulea.
Nel campionato 1968-1969, sotto la guida tecnica del Cav. Banchetti, giunge seconda a pari merito con la Viterbese alle spalle del Latina, mancando di poco la promozione alla Serie C.

### Anni '70 e la prima esperienza in Serie C2
Nella stagione 1970-1971, sotto la presidenza di Augusto Tipaldi e di Antonio Santonocito, il Formia si classifica ultima, retrocedendo così nel calcio semiprofessionistico; ritorna in Serie D nella stagione 1974-1975 dopo aver vinto, con la guida tecnica di Washington Parisio e con direttore sportivo Walter Crociani, il campionato di Promozione 1973-1974.
Dopo quattro anni il Formia, diretta da Domenico Biti, giunge, nella stagione 1977-1978, alla vittoria del campionato, frutto di 9 vittorie e 10 pareggi in 19 partite, ed alla promozione al campionato di Serie C2 istituito quell'anno in virtù della ristrutturazione dei campionati professionistici. Tra i dirigenti si ricordano Assenso, Di Nardo, Valeriano, Di Russo, Petrone Giovanni, Romano, Grossi, Colarullo, Traversi, Fabbrinio, Villa Costanzo, Michele Costigliola ed altri.
In terza serie il Formia ci rimase per tre stagioni, nella seconda delle quali ottenne una storica salvezza conquistata all'ultima giornata nello scontro diretto contro il Riccione.

### Anni '80
Anche negli anni ottanta, ci furono degli alti e dei bassi e nella stagione 1984-1985 assunse la presidenza l'imprenditore Raffaele Ranucci (di lì a poco vicepresidente della Roma di Dino Viola ed esponente della F.I.G.C.) e con il binomio tecnico Parisio-Crociani (lo stesso dell'anno 1973-1974) fu promosso nel campionato di Interregionale. Raffaele Ranucci era coadiuvato da dirigenti come Custodino Di Russo, Giuseppe Di Nardo, Salvatore Valeriano, Bruno Traversi, Claudio Fabbrini e Giovanni Petrone. Venne allestito anche un settore giovanile diretto dal tecnico Carnevali. La stagione si concluse con la vittoria del campionato di Promozione nel 1984-1985.
L'anno successivo il Formia conquistò la finalissima di Coppa Italia Dilettanti contro i rivali della Policassino, persa per 3-1 allo "Stadio dei Pini" di Viareggio. In seguito Ranucci abbandonò la presidenza del Formia.

### Primi anni '90 e seconda esperienza in Serie C2
Il Formia di Giancarlo Sibilia presto si ritrovò nelle primissime posizioni a lottare con Cynthia, Vjs Velletri e Tivoli. Ci furono le vittorie nei derby laziali contro Cynthia Genzano, Cisterna e Fondi. Nella partita di Afragola i biancoazzurri conducono 1-0 sul campo campano. L'arbitro concede un recupero di 10 minuti al termine del quale l'Afragolese pareggia.
A Frosinone è il Cynthia di Abbatini ad avere le migliori occasioni ove al 90' Sarnelli segnò su calcio di punizione, dando la promozione in Serie C2 alla sua squadra.
Nel torneo 1992-1993 il Formia sfiorò la Serie C1 prima di arrendersi alla Juve Stabia e all'Atletico Leonzio e chiudere al settimo posto.
Nella stagione seguente (1993-1994) la squadra fu smantellata. Partirono giocatori affermati lì come i vari Nioi, Scanu, Marchetto, De Angelis, Galli ed altri, inoltre, i giovani ragazzi formiani capitanati da Stefano Liquidato e con Sibilia e Falso in panchina conquistarono la salvezza.

### Declino
La Serie C2 viene perduta nella stagione 1994-1995. Il Formia, dopo la stagione in cui vince anche un derby con il Frosinone per 2-1, disputa i play-out contro i pugliesi del Bisceglie. Gli avversari si impongono per 1-0 al Perrone, condannando il Formia alla Serie D.
Seguono altre due retrocessioni, quella nella stagione 1995-1996 in Serie D conclusa al penultimo posto e quella della stagione 1996-1997 in Eccellenza terminata all'ultimo posto con 9 punti totalizzati in tutto il torneo. Il punto di minimo è segnato dalla sconfitta interna per 1-11 contro l'Aureliano Montespaccato.

### Rifondazione
Il Formia dovrebbe partecipare al campionato di Promozione ma un imprenditore di Latina, Renato Mocellin, la rifonda trasferendo il titolo di Eccellenza dell'Atletico di Latina in riva al Tirreno. L'Atletico Formia sfiora subito la vittoria del campionato, concluso dietro il Sezze Setina (stagione 1997-1998) ma è ancora uno spareggio, quello contro il Tivoli, a condannare i biancoazzurri (0-0 a Tivoli 0-1 a Formia).
Anche Mocellin abbandona e la società, che viene affidata, dopo un'altra breve permanenza di tre personaggi locali, al presidente Bozza. La società ricambia denominazione e nella stagione 2001-2002 conclude al secondo posto dietro all'Anagni, ed è ancora uno spareggio a condannare il Formia. Al Perrone il Guidonia imita Bisceglie e Tivoli e vince 1-0; al ritorno Limmatola pareggia il conto e al 120' il Guidonia segna su calcio di rigore di Davide Moscardelli, la squadra resta in Eccellenza.

#### L'era Zangrillo
Nella Stagione 2006-2007, con la nuova società con a capo Aldo Zangrillo, il Formia alza al cielo del Flaminio di Roma, il 3 gennaio 2007, la sua prima Coppa Italia d'Eccellenza Lazio dopo aver superato di misura il Flaminia Civita Castellana. Nella stagione 2007-2008 si classifica seconda nel girone B di Eccellenza laziale a pari punti con il Boville Ernica, dietro alla Polisportiva Gaeta, promossa trionfalmente in Serie D; lo spareggio di Rieti fu ancora una volta fatale ai formiani che rimasero in Eccellenza, lasciando il predominio del Golfo ai cugini biancorossi. Nel luglio 2009, il Formia presenta parte della documentazione relativa all'iscrizione al campionato di Eccellenza Lazio 2009-2010 con un giorno di ritardo, venendo inizialmente esclusa dal campionato e ammessa al campionato di Promozione; successivamente la società presenta ricorso, venendo però riammessa in Eccellenza prima della sentenza per completare l'organico, poiché il Priverno calcio aveva presentato rinuncia.

### Anni 2010

#### La fusione tra le due compagini cittadine
Nel luglio 2010, con l'ammissione in Eccellenza della seconda squadra della città, il Formia 1905, i due vertici societari decisero di unire le forze in un'unica squadra. Il titolo del Formia 1905 si trasferì a Terracina e i dirigenti entrarono nella società S.S. Formia Calcio insieme ad Aldo Zangrillo, dando vita all'U.S. Formia Calcio 1905. Nel corso della stagione 2010-2011 i vari vertici della vecchia Formia 1905 abbandonarono, tramite dimissioni, il progetto del U.S. Formia Calcio 1905, lasciando la società tutta nelle mani della vecchia dirigenza del Formia Calcio. Dunque alla presidenza c'è il professionista cittadino Sergio Scipione. Il Formia ha giocato durante la stagione 2013-2014 il suo diciottesimo e ultimo campionato di Eccellenza consecutivo: dopo un disastroso campionato che l'ha vista chiudere la stagione al 17º posto, la squadra è retrocessa in Promozione per la stagione 2014-2015.

#### Presidenza Rossini e periodo tra Eccellenza e Promozione
La stagione 2014-2015 segna la rinascita del Formia Calcio sotto il profilo societario. La Presidenza è assunta da Alberto Rossini che assieme al Direttore Sportivo Antonio Miele, costruiscono una squadra forte attorno al Mister Alessandro Rosolino. Nonostante un campionato sempre ai vertici della classifica, e sebbene le molte le vittorie soprattutto nel girone di ritorno con un filotto di 14 gare vinte, i punti persi all'andata si fanno sentire e non bastano per vincere il campionato: il Formia arriva al secondo posto, sfiorando solo l'obiettivo della promozione diretta. Ai play-off i biancazzurri devono vedersela con il Lido Dei Pini, al Nicola Perrone. Ma 2 ore prima della partita il capitano formiano Andrea Scipione è vittima di un grave incidente stradale. La Federazione impone di giocare lo stesso la partita, e con un'atmosfera surreale, in città e sugli spalti, il Lido Dei Pini si impone per 1-0. Il Formia viene così eliminato al primo turno, non centrando l'obiettivo promozione in Eccellenza.
Per la stagione 2015-2016, viene confermato il tecnico Alessandro Rosolino. Dopo aver giocato sin dal 1948 presso lo stadio comunale Nicola Perrone, a partire da questa stagione la casa del Formia diventa il nuovo campo comunale di Maranola (frazione di Formia). Dopo un campionato che ha visto il Formia tenere saldamente la prima posizione, grazie alla vittoria per 2-1 in casa del Sermoneta, i biancazzurri vincono il campionato con tre giornate di anticipo centrando così l'obiettivo del salto nella categoria superiore, l'Eccellenza, a partire dalla stagione 2016-2017.
Nella stagione 2016 - 2017 il Formia torna dunque in Eccellenza e l'obiettivo dichiarato dalla Società a luglio, è quello di centrare una salvezza tranquilla in quanto neopromossa. Così sarà, il Formia infatti raggiungerà l'obiettivo con ben 8 giornate d'anticipo, chiudendo al nono posto a metà classifica. Sarà un campionato dove i biancazzurri si toglieranno parecchie soddisfazioni, battendo squadre in lotta per la vittoria del Campionato come il Colleferro, il Serpentara e perfino l'Aprilia che classificandosi secondo, ai play off raggiungerà la Serie D. Memorabile la gara di ritorno contro l'avversario di sempre, il Cassino che riuscirà ad imporsi con un 3 a 4 molto sudato. Sarà l'anno in cui il Formia dopo ben 11 anni di attesa torna a prevalere in classifica sui cugini del Gaeta, battuti sia all'andata che al ritorno.
Nell'ultima giornata grazie ad una prodezza di Zaccaro, i gaetani perdono e retrocedono in Promozione.
Nella stagione 2017 - 2018 il Formia si classifica penultima e riscende quindi in Promozione, dove nella stagione successiva raggiunge il terzo posto fallendo così la risalita per promozione diretta. Nei play-off intergirone il Formia esce al primo turno, perdendo per 2-0 fuori casa a Palestrina.

#### Presidenza Falco e ritorno in Eccellenza
La stagione 2019-2020 del Formia parte con Giuseppe Troise come allenatore e Alessandro Rosolino come direttore tecnico. Dopo un buon inizio arrivano i primi problemi con le dimissioni di Troise e l’arrivo di Riccardo Stanziale in panchina. Dopo 4 sconfitte di fila (tra cui il derby con il Gaeta) la nuova società decide di sollevare Riccardo Stanziale come allenatore e Alessandro Rosolino come direttore tecnico. La nuova società dichiara come allenatore Marco Mazziotti. Il 22 dicembre 2019 il Formia torna alla vittoria battendo al Comunale di Maranola l’Audace 1-0.

### Anni 2020

#### La cessione del titolo e la nascita dell'Insieme Formia
Durante l'estate 2020, la neopromossa in Serie D Insieme Ausonia (club fondato nel 2012 ad Ausonia), si trasferisce a Formia e assume la nuova denominazione Polisportiva Insieme Formia, diventando così il primo club cittadino. “Insieme” è il nome del gruppo di strutture sanitarie del Presidente Alessandro Anelli, e il cambio di sede è effettuato in ottica imprenditoriale, poiché l'Insieme, da cui prende il nome la squadra, è strutturalmente legata a Formia, nella quale è anche ubicata la sede legale, nonché il core business della stessa. Contestualmente, la dirigenza della S.S. Formia cede il titolo sportivo alla S.S.D. Atletico Lazio, club romano che ne prende il posto in Eccellenza (e che concluderà la stagione all'ultimo posto in classifica, retrocedendo in Promozione).
L'ambiziosa S.S.D. Insieme Formia S.r.l. finirà per disputare due annate in Serie D, retrocedendo poi in Eccellenza al termine della Stagione 2021-2022. Al termine di quella successiva, durante la quale ha vinto la Coppa Italia Lazio, il Presidente Anelli aveva annunciato di voler passare la mano cedendo la società, salvo poi comunicare di aver deliberato la scissione in “Insieme Ausonia S.r.l.” e “A.S.D. Città di Formia”, nell’intento di garantire la prosecuzione della storia calcistica della città di Formia.

#### Il Città di Formia e il cambio di denominazione della Pro Formia (2022)
Il titolo sportivo della neonata A.S.D. Città di Formia, derivante dalla scissione dell'Insieme Formia S.r.l., viene ceduto al gruppo capeggiato da Mario Carrano, assicurandone la continuità nel campionato di Eccellenza. 
Allo stesso tempo, il Presidente del Pro Formia, altra compagine cittadina militante in Prima Categoria, Roberto De Marco, dopo aver tentato invano di acquisire il titolo sportivo dell'Atletico Lazio (ex S.S. Formia), decide di mutare denominazione in S.S. Formia Calcio, riprendendo logo e denominazione del Formia "storico", con l'intenzione di riprendere l'identità del calcio cittadino.

## Colori e simboli

### Colori
Il colore sociale del Formia è il biancoazzurro. Solitamente la prima maglia è di colore blu con scritte bianche, mentre la seconda maglia è di colore bianco con scritte blu.

### Simboli ufficiali

#### Stemma
Lo stemma del Formia prende spunto dallo stemma della città di Formia e rappresenta la fenice, attorcigliata una fascia col motto “Post fata resurgo”, dal latino “Dopo la morte risorgo” ed indicante l'anno di fondazione il 1905, che rendono il Formia la seconda squadra più antica della Regione dopo la S.S. Lazio 1900.
Nel 2014, a seguito della fusione tra le due compagini cittadine dell'epoca (S.S. Formia Calcio, militante in Eccellenza e Formia 1905, militante in Promozione), viene realizzato un nuovo e più moderno logo - l'unico che oggi risulti ancora registrato presso l'UIMB - costituito da uno scudo recante in alto, a sfondo bianco, la fenice con corona in testa, sempre avvolta da una fascia col motto “Post fata resurgo”, mentre nella seconda metà, a sfondo azzurro, fa capolino la semplice scritta "FORMIA" e, in basso, l'anno di fondazione (1905).
Con il trasferimento a Formia dell'Insieme Ausonia, il logo della nuova Insieme Formia rappresenta solo una modifica del precedente: la scritta Formia viene resa più piccola per permettere l'inserimento, al di sopra di essa, della parola "Insieme", relativa alla nuova denominazione; nello spazio rimasto in basso allo scudo viene tolto l'anno di fondazione per far posto a una riproduzione del logo dell'Insieme Ausonia, a foggia circolare. Il colore di base, l'azzurro, diventa invece più scuro.
Al termine della Stagione 2021-2022, la Pro Formia, compagine cittadina militante in Prima Categoria, cambia denominazione in S.S. Formia Calcio con l'intenzione di proseguire la tradizione calcistica, adottando il medesimo logo a forma di scudo adottato dopo la fusione della S.S. Formia con il Formia 1905, aggiornando solo la denominazione ("S.S. FORMIA CALCIO" in luogo della semplice scritta "FORMIA".
Intanto nell'estate 2023, il neonato Città di Formia presenta un nuovo logo, caratterizzato dalla semplicità dello stile e dal richiamo alla tradizione: la forma è di uno scudetto, colorato per metà dal bianco e per l’altra metà dall’azzurro (in senso verticale), i colori sociali del club. Al centro proprio il simbolo della Fenice con ai piedi il fuoco, e sotto il classico motto “Post fata resurgo”. In alto la denominazione, A.S.D. Città di Formia Calcio.

## Strutture

### Stadio
Il Formia utilizzava il campo di gioco in località Acquatraversa. Nel 1948 il terreno di gioco diventò il San Pietro, realizzato su un terreno acquistato da otto sportivi formiani: Custodino Di Russo, Enzo Bartolomeo, Pasquale Gallinaro, Gennaro Ruosi, Adolfo Marciano, Giovanni Fabiani, Antonio Marciano e Tonino Aprea. Successivamente, nel 1950, il complesso venne donato al Comune di Formia.
Successivamente il campo da gioco del San Pietro venne ristrutturato, costruendo una Curva (lato Coni) e una seconda piccola tribuna centrale, seguita poi dall'intitolazione alla memoria dello storico capitano del Formia, Nicola Perrone.
L'impianto del Nicola Perrone, arrivò ha una capienza di 5.000 posti circa, diminuita per motivi di ordine pubblico a 3.500 posti circa, ed è formato da una tribuna centrale, un settore di curva popolare e di una piccola tribuna. Verso la metà degli anni 2010, la struttura del Nicola Perrone venne ceduta al CONI e la società a partire dalla stagione 2015-2016 gioca le proprie partite casalinghe presso il nuovo campo comunale di Maranola, nella frazione vicina.
Nel 2020, lo stadio di Maranola viene intitolato a Washington Parisio, storico ex calciatore e allenatore biancazzurro.

## Società

### Denominazioni
- 1905-1976: S.S. Formia
- 1976-1978: Formia Club
- 1978-1997: S.S. Formia Calcio 1905
- 1997-2000: Atletico Formia
- 2000-2010: S.S. Formia Calcio
- 2010-2017: U.S. Formia Calcio 1905
- 2017-2020: S.S. Formia Calcio A.S.D.
- 2020-2022: S.S.D. Insieme Formia S.r.l.
- 2022-oggi: A.S.D. S.S. Formia Calcio

## Allenatori e presidenti
- 1905-1924 ...
- 1924-1926  Di Fava
- 1926-1948 ...
- 1948-1949  Renato Tofani
- 1949-1954 ...
- 1954-1955  Giuseppe Scategni
- 1955-1963 ...
- 1963-1964  Giacomo De Caprio
- 1964-1965  Nicola Lo Buono
- 1965-1968 ...
- 1968-1969  Banchetti
- 1969-1973 ...
- 1973-1974  Washington Parisio
- 1974-1975  Giovanni Zanollo
- 1975-1976 ...
- 1976-1977  Glauco Tomasin
- 1977-1978  Domenico Biti
- 1978-1979  Domenico Biti
 Franco Albano
- 1979-1980  Ettore Recagni
 Washington Parisio
- 1980-1981  Washington Parisio
 Domenico Biti
- 1981-1984 ...
- 1984-1985  Washington Parisio
- 1985-1987 ...
- 1987-1988  Washington Parisio
- 1988-1989  Claudio Di Pucchio
- 1989-1990  Giancarlo Sibilia
- 1990-1991  Giancarlo Carloni
 Alfredo Ballarò
- 1991-1992  Alfredo Ballarò
 Carmine Falso
- 1992-1993  Giancarlo Sibilia
- 1993-1994  Giancarlo Sibilia
 Carmine Falso
- 1994-1995  Carmine Falso
 Francesco Anellino
- 1995-1998 ...
- 1998-2003  Stefano Liquidato
- 2003-2005  Davide Palladino
- 2005-2006  Davide Palladino
 Carmine Troise
- 2006-2007  Piero Tersigni
- 2007-2009  Mauro Pernarella
- 2009-2010  Salvatore Amato
 Vincenzo Potenza
- 2010-2011  Piero Tersigni
- 2011-2012  Davide Palladino
- 2012-2013  Giuseppe Selvaggio
 Mirko Carlini
- 2013-2014  Gennaro Scarlato
 Adriano Ceccarelli
- 2014-2016  Alessandro Rosolino
- 2016-2017  Alessandro Rosolino
 Andrea Gargano
- 2017-2018  Gennaro Pernice
 Andrea Gargano
- 2018-2019  Ferdinando Di Benedetto
 Mattia Verrillo
 Mauro Pernarella
- 2019  Gabriele Golino
- 2019  Paolo Pio Capasso
- 2019-2020  Alessandro Merolla
- 2022-2023  Nicola Coppola
- 2023-2024  Gennaro Pernice
- 2024  Giuseppe Medina
- 2024-2025  Luca Parisio

- 1905-1963 ...
- 1963-1964  Custodino Di Russo
- 1964-1970 ...
- 1970-1971  Augusto Tipaldi
 Antonio Santonocito
- 1971-1978 ...
- 1978-1979  Nicola Assenso
- 1979-1980  Giuseppe Di Nardo
- 1980-1981  Tommaso Parasmo
- 1981-1984 ...
- 1984-1986  Raffaele Rannucci
- 1986-1990 ...
- 1990-1991  Mario Apuzzo
- 1991-1992  Vittorio Marciano
- 1992-1995  Aroldo Tommasino
- 1995-1997 ...
- 1997-1998  Renato Mocellin
- 1998-2001 ...
- 2001-2002  Alberto Bozza
- 2002-2006 ...
- 2006-2012  Aldo Zangrillo
- 2012-2014 ...
- 2014-2018  Alberto Rossini
- 2018-2019  Vincenzo Falco
- 2019-2020  Gaetano Battiloro
- 2020-2022  Alessandro Anelli
- 2022-oggi  Roberto De Marco

## Palmarès

### Competizioni interregionali
- Serie D: 2

1977-1978 (girone G), 1989-1990 (girone I)

### Competizioni regionali
- Seconda Divisione: 1

1923-1924
- Campionato italiano di terza divisione: 1

1924-1925
- Prima Divisione: 1

1953-1954
- Prima Categoria: 1

1963-1964 (girone B)
- Promozione: 3

1973-1974 (girone B), 1984-1985 (girone B), 2015-2016 (girone D)
- Coppa Italia Dilettanti Lazio: 1

2006-2007

## Statistiche e record

### Partecipazione ai campionati
| Livello | Categoria                       | Partecipazioni | Debutto   | Ultima stagione | Totale |
| ------- | ------------------------------- | -------------- | --------- | --------------- | ------ |
| 4º      | Promozione                      | 4              | 1948-1949 | 1951-1952       | 20     |
| 4º      | Serie D                         | 8              | 1967-1968 | 1977-1978       | 20     |
| 4º      | Serie C2                        | 8              | 1978-1979 | 1994-1995       | 20     |
| 5º      | Campionato Interregionale       | 5              | 1981-1982 | 1989-1990       | 6      |
| 5º      | Campionato Nazionale Dilettanti | 1              | 1995-1996 | 1995-1996       | 6      |

## Tifoseria

### Gemellaggi e rivalità
Rivalità
- Cassino[16][17]
- Gaeta
- Latina[16]
- Sora[16][17]